# Chalia muenzneri
Chalia muenzneri is een vlinder uit de familie zakjesdragers (Psychidae). De wetenschappelijke naam van deze soort is voor het eerst geldig gepubliceerd in 1911 door Strand.